# 卡德尔佐内泰尔梅
卡德尔佐内泰尔梅（義大利語：Caderzone Terme），是意大利特伦托自治省的一个市镇。总面积18平方公里，人口678人，人口密度37.7人/平方公里（2009年）。ISTAT代码为022029。

## 友好城市
- 奥地利洛弗附近魏斯巴赫
- 義大利萨索费尔特廖